# Vordere Kopfwand
Il picco Kopfwand Vordere si trova a 2.075 m sopra il livello del mare. È un'alta montagna nei monti del Dachstein, al confine tra gli stati austriaci dell'Alta Austria e del Salisburghese collocata nel massiccio del Gosaukamm.  Si trova vicino alle località Beim Kreuz e Kaserboden. Il Gosaukamm è una catena montuosa relativamente corta in lunghezza, la catena forma uno sfondo imponente alla valle e alla città di Gosau. Il suo punto più alto raggiunge i 2458 m. La vetta si trova in Austria 1,2 km a est della vetta Däumling. Il rifugio più vicino è l'Hofpürglhütte, situato 3 km a sud-sudovest. Un po' più lontano c'è l'Ebenalm. Anche il ghiacciaio Großer Gosaugletscher si trova 5 km a est-sud-est della vetta mentre a sud-sud-est della vetta si trova la valle del Preunegg.

## Scalate
Primi scalatori furono H. Heinzl e G. Köhler il 10 agosto 1922.